# Barragem de Veiros
A barragem de Veiros localiza-se no município de Estremoz, distrito de Évora, Portugal. Situa-se na ribeira de Ana Loura. A barragem foi projectada em 2008 e entrou em funcionamento em 2012.

## Barragem
É uma barragem de aterro (terra zonada). Possui uma altura de 32,5 m acima da fundação (28,14 m acima do terreno natural) e um comprimento de coroamento de 150 m (largura 8 m). O volume da barragem é de 201.550 m³. Possui uma capacidade de descarga máxima de 2,8 (descarga de fundo) + 298 (ou 494) (descarregador de cheias) m³/s.

## Albufeira
A albufeira da barragem apresenta uma superfície inundável ao NPA (Nível Pleno de Armazenamento) de 1,42 km² e tem uma capacidade total de 10,3 Mio. m³; a capacidade útil é de 8,8  Mio. m³. As cotas de água na albufeira são: NPA de 269 metros, NMC (Nível Máximo de Cheia) de 271,10 metros e NME (Nível Mínimo de Exploração) de 256,70 metros.
A barragem começou em 10 de fevereiro de 2021 a fazer descargas pela primeira vez, o que significa que atingiu a sua cota máxima de capacidade de armazenamento de 8,8 milhões de m3 de água depois de chuva intensa.
A albufeira da Barragem de Veiros permite o armazenamento de água para utilização no regadio de uma área superior a 1.100 hectares de solos, localizados na freguesia de Veiros (Estremoz) e no concelho vizinho de Monforte.